# Флаг святого Патрика
Флаг Святого Патрика представляет собой косой красный крест на белом фоне (на геральдическом языке — червлёный крест на серебряном поле). Флаг является символом покровителя Ирландии, Святого Патрика, и одним из символов Ирландии.
В целом связь данного флага с древней Ирландией и Святым Патриком является сомнительной. Крест используется в ордене Святого Патрика, основанном в 1783 году королём Георгом III (в честь Конституции 1782 года), а после Акта об унии Великобритании и Ирландии представляет Ирландию на флаге Великобритании, вследствие чего его не признают многие ирландские националисты как британское изобретение. В то же время, некоторыми британскими политиками флаг Святого Патрика предлагается как объединяющий для Северной Ирландии, не имеющей с 1972 года официального собственного флага. Флаг демонстрируется на празднованиях дня святого Патрика и воспринимается как более нейтральный, чем используемые в Северной Ирландии Ольстерское знамя и Ирландский триколор, ассоциирующиеся с лоялистами и республиканцами соответственно.

## Происхождение креста Святого Патрика
Происхождение креста ясно не до конца; согласно одной из версий, он был просто взят с герба Фицджеральдов, согласно другой — символика основана на кресте Ордена Подвязки, повёрнутом на 45 градусов.
Однако есть ряд источников об использовании косого креста до 1783 года: например, на ирландских монетах, отчеканенных около 1480 года, есть изображения двух щитов с такими крестами (впрочем, в это время Джеральд Фицджеральд был управляющим в Ирландии, и изображение может быть связано с его гербом); на гербе Тринити-колледжа, известном с 1612 года, есть два флага, на одном из которых есть крест святого Георгия, а на втором — косой красный крест, и прочие.

## Оспаривание права на крест
Так как святой Патрик не был мучеником, некоторые авторы утверждают, что у него нет права на собственный крест. Однако существуют данные и о других «крестах и флагах святого Патрика»: статья 1935 года утверждает, что настоящий флаг святого Патрика — квадратный, и представляет собой белый крест на зелёном фоне с красным кругом. В брошюре 1679 года описывается флаг с красным крестом на жёлтом поле, который в 1688 году упоминается как «крест святого Патрика». В 1914 году отделение Ирландских добровольцев в Голуэе приняло аналогичный флаг, так как он «использовался как ирландский флаг во времена Кромвеля».
Существует забавная легенда 1690-х годов о том, как шотландец и ирландец спорили, символизирует ли мельница крест Святого Андрея или крест святого Патрика.